# Naturschutzgebiet Quellbäche der Schlibbecke
Das Naturschutzgebiet Quellbäche der Schlibbecke mit einer Größe von 9,3 ha liegt nördlich von Bruchhausen im Stadtgebiet von Arnsberg im Hochsauerlandkreis. Es wurde 1998 mit dem Landschaftsplan Arnsberg durch den Kreistag des Hochsauerlandkreises als Naturschutzgebiet (NSG) mit dem Namen Naturschutzgebiet Quellbäche Schlibbecke-Bach und einer Flächengröße 4,7 ha ausgewiesen. Bei der Neuaufstellung des Landschaftsplanes Arnsberg durch den Kreistag 2021 wurde das NSG mit verändertem Namen erneut ausgewiesen und deutlich vergrößert. Das Naturschutzgebiet grenzt direkt an die Kreisgrenze zum Kreis Soest.

## Gebietsbeschreibung
Im NSG handelt es sich um die naturnahen Quellbereiche und Quellbäche Schlibbecke-Baches im Bachoberlauf. Zum NSG gehören die Bäche und die Aue. Die Aue ist meist mit Erlenauwald bestockt. Die Bäche sind überwiegend voll beschattet. Anfangs fließen die Bäche als kleine Rinnsalen ohne Vegetation. Teils liegen die Bäche in von typischen Quellfluren. Die Bäche haben sich zumeist in tiefe Kerbtäler eingegraben. Das Bachbett besteht meist aus steinigem oder kiesigem Untergrund, aber auch schlammige Bereiche kommen vor. In unteren Bereichen fließt der Bach in leichten Mäandern. Lokal hat die Schlibbecke Steilufer ausgebildet. Im nördlichen Bachabschnitt weitet sich die Talsohle und die Bachaue wird von einem sumpfigen Erlenauwald mit typisch entwickelter Krautschicht eingenommen. Das Fließgewässersystem setzt sich im angrenzenden Bereich vom Kreis Soest fort.
Der Landschaftsplan führt als zusätzliche Entwicklungsmaßnahme u. a. auf, dass vorhandene Fichtenbereiche und Fichtennaturverjüngung vorrangig auf den Auenwaldstandorten regelmäßig entfernt werden sollen. Entfichteten Flächen sollen mit Ausnahme der Feuchtgrünlandbereiche der Sukzession überlassen werden.

## Spezielle Schutzzwecke für das NSG
Das NSG soll das Waldgebiet mit Arteninventar schützen. Wie bei allen Naturschutzgebieten in Deutschland wurde in der Schutzausweisung darauf hingewiesen, dass das Gebiet „wegen der Seltenheit, besonderen Eigenart und Schönheit des Gebietes“ zum Naturschutzgebiet erklärt wurde. Laut Landschaftsplan erfolgte die Ausweisung speziell zum:
- „Schutz und Erhaltung von naturnahen Auen- und bachbegleitenden Wäldern und von naturnahen Fließgewässern und ihrer Lebensgemeinschaften als Refugiallebensraum und als Verbundbiotop in einer von Nadelholz dominierten Waldlandschaft;“
- „Entwicklung der Waldgesellschaften durch Umbau des Arteninventars und durch Vernetzung.“
- „Das NSG dient auch der nachhaltigen Sicherung von besonders schutzwürdigen Lebensräumen nach § 30 BNatSchG und von Vorkommen seltener Pflanzenarten.“[2]